# گردشگاه (نقاشی رنوآر)
گردشگاه (انگلیسی: La Promenade) که گاهی با نام گردشگران هم شناخته می‌شود، یک نقاشی رنگ روغن بر روی بوم اثر نقاش امپرسیونیسم فرانسه، پیر آگوست رنوآر می‌باشد که در سال ۱۸۷۰ طرح گردید، این اثر رنوار یک زوج جوان را به تصویر می‌کشد که در حال راه رفتن از طریق یک مسیر جنگلی هستند، تابلوی گردشگاه رنوار نشان دهندهٔ سبک و تم قدیمی نقاشی هنرمندان قرن هجدهم از جمله ژان اونوره فراگونارد و ژان-آنتوان واتو می‌باشد، این اثر رنوار نشان دهندهٔ تأثیرات کلود مونه و رویکرد جدید رنوار در نقاشی است، ابعاد این اثر هنری رنوار (۸۱٫۳ در ۶۵) سانتیمتر می باشد و امروزه در موزۀ گتی قرار دارد

## زمینه
موضوع و درونمایهٔ جنگل، یک چشم‌انداز محبوب برای هُنرمندان فرانسوی قرن نوزدهم بود، در این میان جنگل فونتن‌بلو از اهمیت ویژه‌ای برخوردار بود، قبل از رنوار، نقاش دیگر یعنی کلود مونه هم طرح‌های بسیاری با این پیش زمینه داشته که مهمترین آنها نقاشی بازیل و کامیل وی به سال ۱۸۶۵ می‌باشد، که نشان دهندهٔ یک زن و شوهر به همراه همدیگر در جنگل می‌باشد، در سال ۱۸۶۹ رنوار به همراه مونه در منطقهٔ لا گرینویلر بودند و از مناظر مختلف طرح‌هایی می‌کشیدند، مدتی پس از آن در سال ۱۸۷۰ رنوار در لویسینس به همراه مادرش زندگی می‌کرد.در طول این دهه جنبش هنری عجیب و غریبی در بین هنرمندان معرفی شد و پا گرفت. جنبشی که در قرن هجدهم شکل گرفت و معروف به سبک روکوکو گردید و رنوار با آغوش باز این جنبش را پذیرا شددر تاریخ ۱۰ ژوئیه ۱۸۷۰ فرانسه و آلمان که در آن زمان پروس خوانده می‌شد. درگیر جنگ شدند، با شروع جنگ رنوار جهت انجام خدمت نظام فرا خوانده شد و چهار ماه در هنگ سواره نظام خدمت کرد ولی هیچگاه در جنگی مستقیم و در خط مقدم شرکت نکرد

## شرح و جزئیات پرتره
تابلوی گردشگاه رنوار شامل جزئیاتی است که در مورد بعضی از آنها هنوز هم اختلاف وجود دارد، پرتره نمایانگر یک مرد جوان است، احتمالاً یک ملوان و این موضوع با توجه به کلاه قایقرانان که در یک دستش گرفته کاملاً مشخص است، شخص همراه او زن جوانی است که در یک مسیر احاطه شده توسط بوته‌ها در حال پیاده‌روی با حالت و برخوردی صمیمی هستند و مرد در حال کمک به او جهت عبور از یک مسیر لغزنده است، تصویر نمایانگر دو معشوقه کلاسیک در حال پیاده‌روی در منطقهٔ جنگلی است که بر اساس یک تم محبوب و مردمی سبک روکوکو به عاریت گرفته شده، احتمال می‌رود این منطقه ناحیه و بخشی از رودخانهٔ سن باشد، این نوع تصویر از پیاده‌روی در جنگل و خصوصاً با یک الگوی زن یکی از ویژگی‌ها و علاقمندی‌های رنوار می‌باشد، تفسیر مدل‌های شکل کمی پیچیده و همان‌طور که گفته شد مورد اختلاف است، اعتقاد کلی بر این است که مدل زن موسوم به رافا می‌باشد که همدم موسیقی‌دان مشهور ادموند مایتر می‌باشد و مرد همراه او، شخص مدل قرار گرفته شده در یکی از نقاشی‌های آلفرد سیسلی می‌باشد.

## واژگان
1. ↑  Impressionism
2. ↑  Pierre-Auguste Renoir
3. ↑  Jean-Honoré Fragonard
4. ↑  Jean-Antoine Watteau
5. ↑  Claude Monet
6. ↑  Getty Center